# Oliver Rowland
Oliver Rowland (Sheffield, Yorkshire del Sur, Inglaterra, Reino Unido; 10 de agosto de 1992) es un piloto de automovilismo británico. Fue campeón de la Fórmula Renault 3.5 y Fórmula Renault Británica, subcampeón de la Eurocopa de Fórmula Renault y tercero del Campeonato de Fórmula 2 de la FIA en 2017. En 2018 fue piloto de pruebas para Williams Racing en Fórmula 1. Desde 2018 compite en el Campeonato Mundial de Fórmula E, obteniendo el título en 2025 con Nissan.
Ha participado en diversas categorías de automovilismo incluyendo Fórmula Renault 2.0 Británica, Eurocopa de Fórmula Renault 2.0, Copa de Europa del Norte de Fórmula Renault 2.0, GP2 Series, y WEC entre otras.

## Resumen de carrera
| Temporada | Categoría                                   | Equipo                           | Carreras          | Victorias         | Poles             | VR                | Podios            | Puntos            | Pos.              |
| --------- | ------------------------------------------- | -------------------------------- | ----------------- | ----------------- | ----------------- | ----------------- | ----------------- | ----------------- | ----------------- |
| 2010      | Fórmula Renault Británica Invierno          | CRS Racing                       | 6                 | 1                 | 0                 | 0                 | 1                 | 95                | 7.º               |
| 2011      | Fórmula Renault Británica                   | Fortec Motorsport                | 20                | 4                 | 3                 | 4                 | 13                | 475               | 2.º               |
| 2011      | Fórmula Renault Británica Finales           | Fortec Competition               | 6                 | 4                 | 0                 | 3                 | 6                 | 190               | 1.º               |
| 2012      | Eurocopa de Fórmula Renault 2.0             | Fortec Motorsport                | 14                | 1                 | 0                 | 0                 | 3                 | 109               | 3.º               |
| 2013      | Eurocopa de Fórmula Renault 2.0             | Manor MP Motorsport              | 14                | 3                 | 2                 | 2                 | 8                 | 179               | 2.º               |
| 2013      | Fórmula Renault 2.0                         | Manor MP Motorsport              | 8                 | 4                 | 4                 | 4                 | 8                 | 208               | 4.º               |
| 2013      | Trofeo Pau de Fórmula Renault 2.0           | Manor MP Motorsport              | 1                 | 0                 | 0                 | 0                 | 0                 | N/A               | 4.º               |
| 2014      | Fórmula Renault 3.5 Series                  | Fortec Motorsports               | 17                | 2                 | 3                 | 1                 | 7                 | 181               | 4.º               |
| 2015      | Fórmula Renault 3.5 Series                  | Fortec Motorsports               | 17                | 8                 | 7                 | 4                 | 13                | 307               | 1.º               |
| 2015      | GP2 Series                                  | MP Motorsport                    | 4                 | 0                 | 0                 | 0                 | 0                 | 3                 | 21.º              |
| 2015      | GP2 Series                                  | Status Grand Prix                | 3                 | 0                 | 0                 | 0                 | 0                 | 3                 | 21.º              |
| 2015-16   | Fórmula E                                   | Mahindra Racing                  | 1                 | 0                 | 0                 | 0                 | 0                 | 0                 | 21.º              |
| 2016      | GP2 Series                                  | MP Motorsport                    | 22                | 0                 | 0                 | 0                 | 4                 | 107               | 9.º               |
| 2017      | Campeonato de Fórmula 2 de la FIA           | DAMS                             | 22                | 2                 | 1                 | 2                 | 10                | 191               | 3.º               |
| 2018      | Blancpain GT Series Endurance Cup           | Strakka Racing                   | 2                 | 0                 | 0                 | 0                 | 0                 | 6                 | 41.º              |
| 2018      | 24 Horas de Le Mans                         | CEFC TRSM Racing                 | 1                 | 0                 | 0                 | 0                 | 0                 | N/A               | DNF               |
| 2018      | Fórmula 1                                   | Williams Martini Racing          | Piloto de pruebas | Piloto de pruebas | Piloto de pruebas | Piloto de pruebas | Piloto de pruebas | Piloto de pruebas | Piloto de pruebas |
| 2018      | Intercontinental GT Challenge               | Mercedes-AMG Team Strakka Racing | 1                 | 0                 | 0                 | 0                 | 0                 | 6                 | 16.º              |
| 2018-19   | Campeonato Mundial de Resistencia de la FIA | CEFC TRSM Racing                 | 1                 | 0                 | 0                 | 0                 | 0                 | 0                 | NC                |
| 2018-19   | Fórmula E                                   | Nissan e.dams                    | 13                | 0                 | 3                 | 0                 | 2                 | 71                | 10.º              |
| 2020-21   | Fórmula E                                   | Nissan e.dams                    | 15                | 0                 | 1                 | 1                 | 2                 | 77                | 14.º              |
| 2021-22   | Fórmula E                                   | Mahindra Racing                  | 16                | 0                 | 1                 | 0                 | 1                 | 32                | 14.º              |
| 2022-23   | Fórmula E                                   | Mahindra Racing                  | 9                 | 0                 | 0                 | 0                 | 0                 | 9                 | 21.º              |
| 2023-24   | Fórmula E                                   | Nissan Formula E Team            | 14                | 2                 | 2                 | 1                 | 7                 | 156               | 4.º               |
| 2024-25   | Fórmula E                                   | Nissan Formula E Team            | Disputándose      | Disputándose      | Disputándose      | Disputándose      | Disputándose      | Disputándose      | Disputándose      |
| Fuente:   |                                             |                                  |                   |                   |                   |                   |                   |                   |                   |

## Resultados

### Fórmula Renault 3.5
(Clave) (negrita indica pole position) (cursiva indica vuelta rápida)

| Año  | Equipo             | 1       | 2        | 3       | 4       | 5       | 6         | 7       | 8         | 9       | 10      | 11        | 12      | 13       | 14       | 15      | 16      | 17      | Pos. | Puntos |
| ---- | ------------------ | ------- | -------- | ------- | ------- | ------- | --------- | ------- | --------- | ------- | ------- | --------- | ------- | -------- | -------- | ------- | ------- | ------- | ---- | ------ |
| 2014 | Fortec Motorsports | MNZ 1 6 | MNZ 2 10 | ALC 1 3 | ALC 2 1 | MON 1 5 | SPA 1 Ret | SPA 2 3 | MSC 1 Ret | MSC 2 5 | NÜR 1 4 | NÜR 2 Ret | HUN 1 3 | HUN 2 4  | LEC 1 13 | LEC 2 3 | JER 1 2 | JER 2 1 | 4.º  | 181    |
| 2015 | Fortec Motorsports | ALC 1   | ALC 2 3  | MON 1 6 | SPA 1 5 | SPA 2 1 | HUN 1 3   | HUN 2 1 | RBR 1     | RBR 2   | SIL 1 2 | SIL 2 1   | NÜR 1   | NÜR 2 10 | BUG 1    | BUG 2 8 | JER 1   | JER 2   | 1.º  | 307    |

### GP2 Series
(Clave) (negrita indica pole position) (cursiva indica vuelta rápida puntuable)

| Año  | Escudería         | 1   | 1   | 2   | 2   | 3   | 3   | 4   | 4   | 5   | 5   | 6   | 6   | 7   | 7   | 8   | 8   | 9   | 9   | 10  | 10  | 11  | 11  | Pos. | Puntos | Ref.  |
| ---- | ----------------- | --- | --- | --- | --- | --- | --- | --- | --- | --- | --- | --- | --- | --- | --- | --- | --- | --- | --- | --- | --- | --- | --- | ---- | ------ | ----- |
| 2015 |                   | SAK | SAK | BAR | BAR | MON | MON | SPI | SPI | SIL | SIL | BUD | BUD | SPA | SPA | MNZ | MNZ | SOC | SOC | SAK | SAK | YMC | YMC | 21.º | 3      | [ 3 ] |
| 2015 | MP Motorsport     |     |     |     |     |     |     |     |     | 10  | 7   |     |     | NC  | Ret |     |     |     |     |     |     |     |     | 21.º | 3      | [ 3 ] |
| 2015 | Status Grand Prix |     |     |     |     |     |     |     |     |     |     |     |     |     |     |     |     |     |     | 22  | Ret | 15  | C   | 21.º | 3      | [ 3 ] |
| 2016 |                   | BAR | BAR | MON | MON | BAK | BAK | SPI | SPI | SIL | SIL | BUD | BUD | HOC | HOC | SPA | SPA | MNZ | MNZ | KUA | KUA | YMC | YMC | 9.º  | 107    | [ 4 ] |
| 2016 | MP Motorsport     | 10  | 6   | 3   | 7   | 4   | 15† | 6   | 2   | 3   | 3   | 11  | 6   | 5   | 5   | 10  | 6   | 9   | 9   | 12  | 8   | Ret | 11  | 9.º  | 107    | [ 4 ] |

### Fórmula E
(Clave) (negrita indica pole position) (cursiva indica vuelta rápida)

| Año     | Equipo                | 1       | 2      | 3       | 4       | 5       | 6       | 7       | 8       | 9       | 10     | 11      | 12      | 13      | 14      | 15     | 16      | Pos. | Puntos |
| ------- | --------------------- | ------- | ------ | ------- | ------- | ------- | ------- | ------- | ------- | ------- | ------ | ------- | ------- | ------- | ------- | ------ | ------- | ---- | ------ |
| 2015-16 | Mahindra Racing       | PEK     | PUT    | PDE 13  | BUE     | MEX     | LBH     | PAR     | BER     | LON     | LON    |         |         |         |         |        |         | 21.º | 0      |
| 2018-19 | Nissan e.dams         | ALD 7   | MAR 15 | SAN Ret | MEX 20† | HKG Ret | SNY 2   | ROM 6   | PAR 14  | MON 2   | BER 8  | BRN Ret | NYC 14  | NYC 6   |         |        |         | 10.º | 71     |
| 2019-20 | Nissan e.dams         | DIR 4   | DIR 5  | SAN 17  | MEX 7   | MAR 9   | BER 14  | BER 7   | BER 6   | BER 5   | BER 1  | BER Ret |         |         |         |        |         | 5.º  | 83     |
| 2020-21 | Nissan e.dams         | DIR 6   | DIR 7  | ROM 12  | ROM 16  | VAL DSQ | VAL 4   | MON 6   | PUE DSQ | PUE 3   | NYC 7  | NYC 19  | LON DSQ | LON 18  | BER 13  | BER 2  |         | 14.º | 77     |
| 2021-22 | Mahindra Racing       | DIR Ret | DIR 8  | MEX 16  | ROM Ret | ROM Ret | MON Ret | BER 11  | BER 7   | YAK Ret | MAR 10 | NYC 13  | NYC 14  | LON Ret | LON Ret | SEÚ 2  | SEÚ Ret | 14.º | 32     |
| 2022-23 | Mahindra Racing       | MEX 13  | DIR 19 | DIR Ret | HYD 6   | CAB WD  | SÃO 16  | BER 10  | BER 14  | MON Ret | YAK    | YAK     | PRT     | ROM     | ROM     | LON    | LON     | 21.º | 9      |
| 2023-24 | Nissan Formula E Team | MEX 11  | DIR 13 | DIR 3   | SÃO 3   | TOK 2   | MIS 1   | MIS Ret | MON 6   | BER 3   | BER 3  | SHA 4   | SHA 10  | PRT WD  | PRT WD  | LON 15 | LON 1   | 4.º  | 156    |
| 2024-25 | Nissan Formula E Team | SÃO 14  | MEX 1  | YED 2   | YED 1   | MIA 10  | MON 1   | MON 2   | TOK 2   | TOK 1   | SHA 5  | SHA 13  | YAK 10  | BER Ret | BER 4   | LON 11 | LON Ret | 1.º  | 184    |
| Fuente: |                       |         |        |         |         |         |         |         |         |         |        |         |         |         |         |        |         |      |        |

- † El piloto no finalizó la carrera, pero se clasificó al completar el 90%.

### Campeonato de Fórmula 2 de la FIA
(Clave) (negrita indica pole position) (cursiva indica vuelta rápida puntuable)

| Año  | Escudería | 1   | 1   | 2   | 2   | 3   | 3   | 4   | 4   | 5   | 5   | 6   | 6   | 7   | 7   | 8   | 8   | 9   | 9   | 10  | 10  | 11  | 11  | Pos. | Puntos | Ref.  |
| ---- | --------- | --- | --- | --- | --- | --- | --- | --- | --- | --- | --- | --- | --- | --- | --- | --- | --- | --- | --- | --- | --- | --- | --- | ---- | ------ | ----- |
| 2017 |           | SAK | SAK | BAR | BAR | MON | MON | BAK | BAK | SPI | SPI | SIL | SIL | BUD | BUD | SPA | SPA | MNZ | MNZ | JER | JER | YMC | YMC | 3.º  | 191    | [ 6 ] |
| 2017 | DAMS      | 5   | 3   | 3   | 2   | 1   | 9   | 7   | Ret | 4   | 3   | 3   | 17  | 1   | 2   | DSQ | 8   | Ret | 11  | 2   | 3   | DSQ | 7   | 3.º  | 191    | [ 6 ] |

### Campeonato Mundial de Resistencia de la FIA
(Clave) (negrita indica pole position) (cursiva indica vuelta rápida)

| Año     | Escudería        | Clase | Automóvil                    | 1   | 2   | 3   | 4   | 5   | 6   | 7   | 8   | Pos. | Puntos | Ref.  |
| ------- | ---------------- | ----- | ---------------------------- | --- | --- | --- | --- | --- | --- | --- | --- | ---- | ------ | ----- |
| 2018-19 | CEFC TRSM Racing | LMP1  | Ginetta G60-LT-P1-Mecachrome | SPA | LMS | SIL | FUJ | SHA | SEB | SPA | LMS | NC   | 0      | [ 7 ] |
| 2018-19 | CEFC TRSM Racing | LMP1  | Ginetta G60-LT-P1-Mecachrome | WD  | Ret |     |     |     |     |     |     | NC   | 0      | [ 7 ] |

### 24 Horas de Le Mans
| Año  | Equipo           | Copilotos                  | Automóvil                    | Clase | Vueltas | Pos. | Pos. Clase |
| ---- | ---------------- | -------------------------- | ---------------------------- | ----- | ------- | ---- | ---------- |
| 2018 | CEFC TRSM Racing | Alex Brundle Oliver Turvey | Ginetta G60-LT P1-Mecachrome | LMP1  | 137     | DNF  | DNF        |